# Mimosa insidiosoides
Mimosa insidiosoides är en ärtväxtart som beskrevs av Frederico Carlos Hoehne. Mimosa insidiosoides ingår i släktet mimosor, och familjen ärtväxter. Inga underarter finns listade i Catalogue of Life.